# Kirkstone Beck
Der Kirkstone Beck ist ein kleiner Fluss im Lake District, Cumbria, England. Der Fluss entsteht auf dem Kirkstone Pass und fließt in nördlicher Richtung. Der Kirkstone Beck mündet in den Brothers Water See.